# NGC 2532
NGC 2532 (również PGC 22922 lub UGC 4256) – galaktyka spiralna z poprzeczką (SBc), znajdująca się w gwiazdozbiorze Rysia. Odkrył ją William Herschel 5 lutego 1788 roku.
W galaktyce tej zaobserwowano supernowe SN 1999gb i SN 2002hn.